# جورج هاس جونيور
جورج هاس جونيور (بالإنجليزية: George Haas Jr.)‏ هو لاعب البولو أمريكي، ولد في 10 سبتمبر 1920 في نيويورك في الولايات المتحدة، وتوفي في 12 يونيو 2006.